# 079型中型登陆舰
079型中型登陆舰（北约代号：玉连级）是中国人民解放军海军的一种中型登陆舰。

## 079型
079型仅建造一艘。该项目于1972年启动，1974年完成设计，1976年在黄埔造船厂动工，于1976年7月22日下水。该舰最初是为越南所设计，后由于中越关系恶化，此舰于1976年10月交付解放军海军使用。

## 079II型
在079型的基础上，于1977年10月完成了改进设计工作，该改进型被命名为079II型。至1983年止，079II型建造30艘，其中黄埔造船厂26艘，厦门造船厂4艘。
装载能力：物资200吨/坦克5辆/车辆8辆/4辆卡车和4门85毫米加农炮